# Vladimir Černe
Vladimir Černe, slovenski ekonomski matematik,* 12. oktober 1904, Celje, † 3. junij 1961, Ljubljana.
Profesor Državne trgovske akademije in abiturijentskega tečaja v Ljubljani. Maturo je končal v Dubrovniku, leta 1925. Diplomiral na Ekonomsko-komercijalni
visoki šoli v Zagrebu, leta 1931 in napravil profesorski izpit v Beogradu, leta 1935.
Napisal je knjige:Kontokorenti -založba Trgovski učni zavod,Ljubljana 1934.Priročnik za trgovsko računstvo I. in II. del -Založba TUZ Ljubljana,1935.
Poslovno spisje v srbohrvaščini- Strokovna založba,Ljubljana,1937.Tehnika poslovnega računstva,I. knjiga- Strokovna založba, Ljubljana, 1937.
Tehnika poslovnega računstva,II. knjiga -Strokovna založba Ljubljana 1938.Tehnika poslovnega računstva III. in IV. knjiga.Trgovska aritmetika I. in II. kniga, za drž. trgovske akademije,šole,abiturijentske in druge trgovske tečaje.Poleg tega je napisal tudi mnogo skript za enoletne trgovske tečaje,tako 
za trg. korespondenco (srbohrvatsko),nauk o trgovini,konkurzno pravo itd.